# Mistrzostwa Polski Strongman ECSS 2004
Mistrzostwa Polski Strongman ECSS 2004 – indywidualne mistrzostwa polskich siłaczy, federacji ECSS.

## Finał
Data: 19 grudnia 2004 r.

Miejsce: Bełchatów  Polska
Wyniki zawodów:
| Miejsce | Zawodnik           | Punkty         |
| ------- | ------------------ | -------------- |
| 1.      | Robert Szczepański | 35             |
| 2.      | Sławomir Orzeł     | 24             |
| 3.      | Adam Małż          | 20             |
| 4.      | Mariusz Koniecki   | 18             |
| 5.      | Artur Patyk        | 16             |
| 6.      | Waldemar Rafiński  | 14             |
| 7.      | Kamil Bazelak      | 13             |
|         | Wojciech Enyama    | (kontuzjowany) |
|         | Paweł Pachnik      | (kontuzjowany) |
|         | Sebastian Sudy     | (kontuzjowany) |